# Оро (провінція)
Прові́нція Оро, Північна (англ. Oro Province, ток-пісін Oro Provins) — провінція Папуа Нової Гвінеї. Населення провінції становить 133 065 осіб (перепис 2000 року), що становить 19-те місце із всіх провінцій країни, площа становить 22 800 км² (8-ме місце). Адміністративний центр знаходиться у місті Попондетта (19 556 осіб).

## Географія

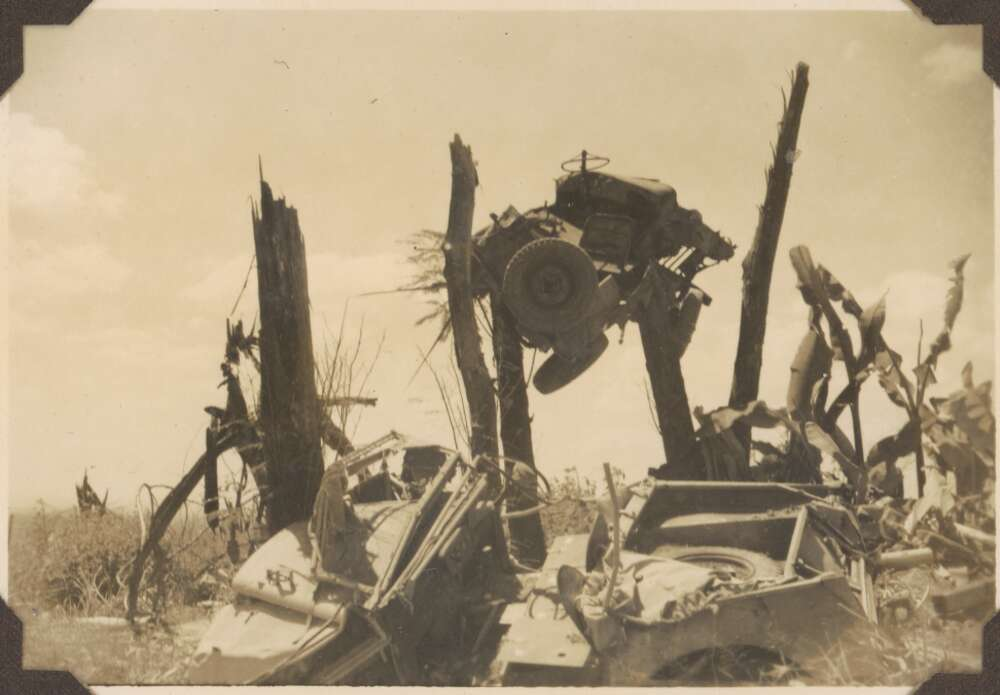
Джип на дереві. В результаті виверження вулкана Ламінгтон в 1951 році у Папуа Новій Гвінеї.

Провінція розташована в південно-східній частині країни. Омивається з північного сходу Соломоновим морем. На північному заході межує із провінцією Моробе, на південному заході і півдні — із Центральною провінцією, на південному сході — із провінцією Мілн-Бей.
Провінція Оро розташована між морем і горами. Вона має 250 км берегової лінії з рідко відвідуваними, первозданними пляжами і безліччю тихих бухт. Внутрішні райони повільно піднімаються і переходять у високі гірські хребти Оуен-Стенлі заввишки понад 3000 метрів. Найвища вершина, яка розташована на границі із провінцією Мілн-Бей, гора Суклінґ (3676 м).
21 січня 1951 року внаслідок сильного виверження вулкана Ламінгтон, повністю була зруйнована столиця провінції Гіґатуру, яка була розташована за 14 км, при цьому загинуло близько 3000 чоловік. Нову столицю Попондетта, було побудовано за 20 км на північний схід від вулкана.
Територією провінції протікає невелика річка Варія, починаючи свій витік у горах, вона тече у північно-західному напрямку і в провінції Моробе впадає у Соломонове море.

## Місцева фауна

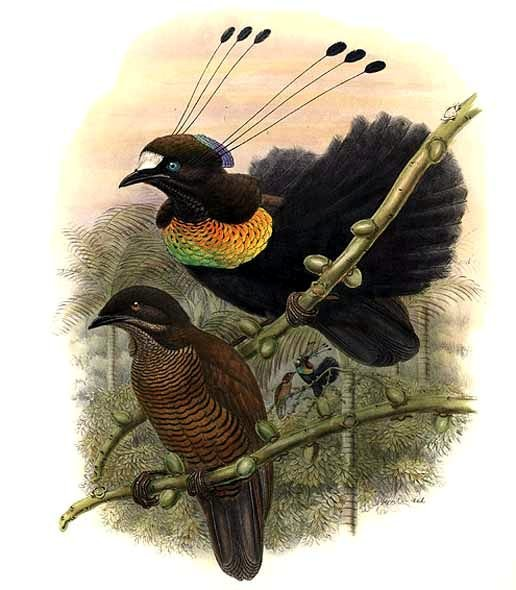
Синьопотилична паротія.

- Птахокрилка королеви Олександри (Ornithoptera alexandrae) — найбільший метелик у світі з розмахом крил до 30 см, належить до родини вітрильників (Papilionidae). Метелик зображений на прапорі провінції.
- Казуар-мурук (Casuarius benetti) — найменший із трьох видів птахів, які належать до роду казуарів.
- Папуанський калао (Rhyticeros plicatus) — великий птах із родини птахів-носорогів.
- Королівський райський птах (Cicinnurus regius) — вид горобцеподібних птахів із родини райських птахів.
- Mino dumontii — співочий птах із родини шпакових.
- Паротія східна (Parotia lawesii) — вид горобцеподібних птахів із родини райський птахів.

## Економіка
Попри задовільний стан транспортної інфраструктури, багатокілометрове узбережжя із численними пляжами, туристична індустрія провінції перебуває на низькому рівні. Основними джерелами доходів у провінції є вирощування пальмових плантацій із одержанням з них пальмової олії. На узбережжі культивуються плантації каучукового і кавового дерев.

## Населення, релігія
До найбільш відомих і чисельних племен провінції належить плем'я Орокаїва. Це меланезійське плем'я, що дало назву провінції, вважається мало войовничим, і більше культивує язичницькі чаклунські обряди. Також Оро є єдиною провінцією, в якій англіканська церква є основною релігійною конфесією.

## Адміністративний поділ

Мапа районів провінції Оро

Територія провінції розділена на два райони. Кожен район має кілька одиниць місцевого самоврядування (LLG). Для зручності виконання перепису, використовується поділ на відділення в кордонах тих же одиниць місцевого самоврядування.
| Район    | Адміністративний центр | Назва LLG              |
| -------- | ---------------------- | ---------------------- |
| Іївітарі | Попондетта             | Афоре (сільська)       |
| Іївітарі | Попондетта             | Мис Нельсон (сільська) |
| Іївітарі | Попондетта             | Оро Бей (сільська)     |
| Іївітарі | Попондетта             | Попондетта (міська)    |
| Соге     | Кокода                 | Гіґатуру (сільська)    |
| Соге     | Кокода                 | Кіра (сільська)        |
| Соге     | Кокода                 | Кокода (сільська)      |
| Соге     | Кокода                 | Тамата (сільська)      |